# مرونة الدخل للطلب
في الاقتصاد، تمثل مرونة الدخل للطلب استجابة الكمية المطلوبة للسلعة إلى التغير في دخل المستهلك. تُقاس كنسبة تغير النسبة المئوية في الكمية المطلوبة إلى تغير النسبة المئوية في الدخل. إذا تسببت زيادة مقدارها 10% في دخل مستر سميث في شراء المزيد من الباكون بنسبة 20%، فإن مرونة الطلب على الباكون بالنسبة لدخل مستر سميث تكون 20%/10% = 2.

## تفسيرات
- ترتبط مرونة الدخل للطلب السالبة بالسلع الرديئة، فالزيادة في الدخل من شأنها أن تؤدي إلى انخفاض الطلب وقد تؤدي إلى تغييرات في البدائل الأكثر ترفًا.
- ترتبط مرونة الدخل للطلب الموجبة بالسلع العادية، إذ أن الزيادة في الدخل ستؤدي إلى ارتفاع الطلب. إذا كانت مرونة الدخل للطلب على سلعة ما أقل من 1، فإن هذه تعد سلعة ضرورية. إذا كانت مرونة الطلب أكبر من 1، فإن السلعة تعد سلعة كمالية أو سلعة رفيعة.
- تحدث مرونة الدخل للطلب المساوية لصفر عندما لا تكون الزيادة في الدخل مرتبطة بتغيير في الطلب على سلعة ما.

يمكن استخدام مرونة الدخل للطلب كمؤشر لأنماط الاستهلاك في المستقبل وكدليل لقرارات الاستثمار الخاصة بالشركات. على سبيل المثال، تشير «مرونات الدخل المختارة» أدناه إلى أن جزءًا متزايدًا من ميزانيات المستهلكين سوف تخصَص لشراء السيارات ووجبات المطاعم وحصة أصغر من التبغ والمارغرين.
ترتبط مرونات الدخل ارتباطًا وثيقًا بتوزيع الدخل السكاني وبجزء مبيعات المنتج الذي يعزى إلى المشترين من شرائح الدخل المختلفة. على وجه التحديد، عندما يشهد مشتر من شريحة دخل معينة زيادةً في الدخل، فإن شراءه لمنتج يتغير ليتناسب مع شراء الأفراد من نفس شريحة الدخل الجديدة. إذا عُرفت مرونة حصة الدخل بأنها التغير السالب في النسبة المئوية للأفراد في ضوء زيادة النسبة المئوية لشرائح الدخل، فإن مرونة الدخل تصبح، بعد بعض الحسابات، القيمة المتوقعة لمرونة حصة الدخل بالنسبة إلى توزيع الدخل لمشتري المنتج. عندما يوصف توزيع الدخل من خلال توزيع غاما، فإن مرونة الدخل تتناسب مع الفرق في النسبة المئوية بين متوسط دخل مشتري المنتج ومتوسط دخل السكان.